# Iphiclides podalirinus
Iphiclides podalirinus is een vlinder uit de familie van de pages (Papilionidae). De wetenschappelijke naam werd gepubliceerd in 1890 door Charles Oberthür.